# Euphorbia charleswilsoniana
Euphorbia charleswilsoniana là một loài thực vật có hoa trong họ Đại kích. Loài này được V.Vlk mô tả khoa học đầu tiên năm 1997.